# چه خطایی رخ داد؟ (کتاب)
کتاب «چه خطایی رخ داد؟ تأثیر غرب و واکنش خاورمیانه» (انگلیسی: What Went Wrong?: The Clash Between Islam and Modernity in the Middle East ) اثر برنارد لوئیس است که در جنوری ۲۰۰۲، اندکی پس از حملات تروریستی ۱۱ سپتامبر منتشر شد، اما نگارش آن کمی پیش از این واقعه به پایان رسیده بود. هستهٔ اصلی این کتاب پیش‌تر در قالب یک مقاله در ماه‌نامه آتلانتیک در ژانویه ۲۰۰۲ منتشر شده بود.
بن‌مایهٔ اصلی کتاب آن است که در جریان تاریخ معاصر ــ به‌ویژه از شکست دومین محاصرهٔ وین توسط عثمانی‌ها در سال ۱۶۸۳ به این‌سو ــ جهان اسلام در زمینه‌های گوناگون از نوسازی و هم‌گامی با دنیای غرب بازمانده است؛ و بسیاری در درون جهان اسلام، این ناکامی را علت سلطهٔ فاجعه‌بار قدرت‌های غربی بر سرزمین‌های اسلامی دانسته‌اند.
این کتاب در ایران با عنوان «مشکل از کجا آغاز شد؟ تاثیر غرب و واکنش خاورمیانه» با ترجمه شهریار خواجیان، از سوی نشر اختران در ۱۳۸۴ منتشر شد.